# Dreiband-Europameisterschaft der Junioren 1997

Logo CEB (ausrichtender Verband)

Die Dreiband-Europameisterschaft der Junioren 1997 war ein Turnier in der Karambolagedisziplin Dreiband und fand vom 14. bis 16. Februar in Berkel-Enschot, einem Ortsteil von Tilburg statt.

## Modus
Gespielt wurde mit 16 Teilnehmern in vier Gruppen à vier Spielern im Round-Robin-Modus. Die beiden Gruppenbesten qualifizierten sich für das Viertelfinale. Bei Punktegleichheit zählte der direkte Vergleich. Die Partiedistanz betrug zwei Gewinnsätze à 15 Punkte.

## Qualifikation
| Abschlusstabelle Gruppe A | Abschlusstabelle Gruppe A | Abschlusstabelle Gruppe A | Abschlusstabelle Gruppe A | Abschlusstabelle Gruppe A | Abschlusstabelle Gruppe A | Abschlusstabelle Gruppe A | Abschlusstabelle Gruppe A | Abschlusstabelle Gruppe A |
| Platz                     | Name                      | PP                        | SP                        | Pkte                      | Aufn.                     | GD                        | BED                       |                           |
| ------------------------- | ------------------------- | ------------------------- | ------------------------- | ------------------------- | ------------------------- | ------------------------- | ------------------------- | ------------------------- |
| 1                         | Nikos Polychronopoulos    | 6                         | 6:2                       | 107                       | 139                       | 0,769                     | 0,853                     |                           |
| 2                         | Dion Nelin                | 4                         | 5:2                       | 95                        | 95                        | 1,000                     | 1,153                     |                           |
| 3                         | Barry van Beers           | 2                         | 3:5                       | 72                        | 116                       | 0,620                     | 0,909                     |                           |
| 4                         | Vincenzo Foggia           | 0                         | 0:6                       | 42                        | 97                        | 0,432                     | -                         |                           |

| Abschlusstabelle Gruppe B | Abschlusstabelle Gruppe B | Abschlusstabelle Gruppe B | Abschlusstabelle Gruppe B | Abschlusstabelle Gruppe B | Abschlusstabelle Gruppe B | Abschlusstabelle Gruppe B | Abschlusstabelle Gruppe B | Abschlusstabelle Gruppe B |
| Platz                     | Name                      | PP                        | SP                        | Pkte                      | Aufn.                     | GD                        | BED                       |                           |
| ------------------------- | ------------------------- | ------------------------- | ------------------------- | ------------------------- | ------------------------- | ------------------------- | ------------------------- | ------------------------- |
| 1                         | Javier Yeste              | 6                         | 6:0                       | 90                        | 81                        | 1,111                     | 1,363                     |                           |
| 2                         | Stéphane Libert           | 4                         | 4:2                       | 83                        | 88                        | 0,943                     | 1,034                     |                           |
| 3                         | Nikos Evangelou           | 2                         | 2:4                       | 47                        | 116                       | 0,405                     | 0,526                     |                           |
| 4                         | Adam Féher                | 0                         | 0:6                       | 59                        | 105                       | 0,561                     | -                         |                           |

| Abschlusstabelle Gruppe C | Abschlusstabelle Gruppe C | Abschlusstabelle Gruppe C | Abschlusstabelle Gruppe C | Abschlusstabelle Gruppe C | Abschlusstabelle Gruppe C | Abschlusstabelle Gruppe C | Abschlusstabelle Gruppe C | Abschlusstabelle Gruppe C |
| Platz                     | Name                      | PP                        | SP                        | Pkte                      | Aufn.                     | GD                        | BED                       |                           |
| ------------------------- | ------------------------- | ------------------------- | ------------------------- | ------------------------- | ------------------------- | ------------------------- | ------------------------- | ------------------------- |
| 1                         | Johan Loncelle            | 6                         | 6:0                       | 90                        | 74                        | 1,216                     | 1,578                     |                           |
| 2                         | Huub Wilkowski            | 4                         | 4:2                       | 82                        | 99                        | 0,828                     | 1,111                     |                           |
| 3                         | Marc Araujo               | 2                         | 2:5                       | 73                        | 116                       | 0,629                     | 0,611                     |                           |
| 4                         | Zoltan Pabar              | 0                         | 1:6                       | 57                        | 126                       | 0,452                     | -                         |                           |

| Abschlusstabelle Gruppe D | Abschlusstabelle Gruppe D | Abschlusstabelle Gruppe D | Abschlusstabelle Gruppe D | Abschlusstabelle Gruppe D | Abschlusstabelle Gruppe D | Abschlusstabelle Gruppe D | Abschlusstabelle Gruppe D | Abschlusstabelle Gruppe D |
| Platz                     | Name                      | PP                        | SP                        | Pkte                      | Aufn.                     | GD                        | BED                       |                           |
| ------------------------- | ------------------------- | ------------------------- | ------------------------- | ------------------------- | ------------------------- | ------------------------- | ------------------------- | ------------------------- |
| 1                         | Danny Hansen              | 4                         | 5:2                       | 100                       | 124                       | 0,806                     | 1,000                     |                           |
| 2                         | Sven Daske                | 4                         | 5:3                       | 97                        | 143                       | 0,678                     | 0,789                     |                           |
| 3                         | Guillaume Lorgeoux        | 2                         | 3:5                       | 101                       | 134                       | 0,753                     | 0,897                     |                           |
| 4                         | Alejo Torres              | 2                         | 2:5                       | 84                        | 114                       | 0,736                     | 0,791                     |                           |

## Finalrunde
|  | Viertelfinale Best of 3 | Viertelfinale Best of 3 |                 |                 | Halbfinale Best of 3   | Halbfinale Best of 3 |  |  | Finale Best of 3 | Finale Best of 3 |
|  |                         |                         |                 |                 |                        |                      |  |  |                  |                  |
|  |                         |                         |                 |                 |                        |                      |  |  |                  |                  |
|  | Johan Loncelle          | 2:0/30/24/1,250         |                 |                 |                        |                      |  |  |                  |                  |
|  | Johan Loncelle          | 2:0/30/24/1,250         |                 |                 |                        |                      |  |  |                  |                  |
|  | Stéphane Libert         | 0:2/13/23/0,565         |                 |                 |                        |                      |  |  |                  |                  |
|  | Stéphane Libert         | 0:2/13/23/0,565         | Johan Loncelle  | 2:0/30/20/1,500 |                        |                      |  |  |                  |                  |
|  |                         |                         | Johan Loncelle  | 2:0/30/20/1,500 |                        |                      |  |  |                  |                  |
|  |                         | Nikos Polychronopoulos  | 0:2/16/19/0,842 |                 |                        |                      |  |  |                  |                  |
|  | Nikos Polychronopoulos  | Nikos Polychronopoulos  | 0:2/16/19/0,842 | 2:0/30/33/0,909 |                        |                      |  |  |                  |                  |
|  | Nikos Polychronopoulos  |                         |                 | 2:0/30/33/0,909 |                        |                      |  |  |                  |                  |
|  | Sven Daske              | 0:2/13/32/0,406         |                 |                 |                        |                      |  |  |                  |                  |
|  |                         |                         | Johan Loncelle  | 1:2/25/24/1,041 |                        |                      |  |  |                  |                  |
|  |                         |                         |                 | Javier Yeste    | 2:1/42/24/1,750        |                      |  |  |                  |                  |
|  | Danny Hansen            | 0:2/9/20/0,450          |                 |                 |                        |                      |  |  |                  |                  |
|  | Dion Nelin              | 2:0/30/21/1,428         |                 |                 |                        |                      |  |  |                  |                  |
|  | Dion Nelin              | 2:0/30/21/1,428         | Dion Nelin      | 1:2/41/35/1,171 |                        |                      |  |  |                  |                  |
|  |                         |                         | Dion Nelin      | 1:2/41/35/1,171 | Spiel um Platz 3       |                      |  |  |                  |                  |
|  |                         | Javier Yeste            | 2:1/41/35/1,171 |                 |                        |                      |  |  |                  |                  |
|  | Javier Yeste            | Javier Yeste            | 2:1/41/35/1,171 | 2:1/32/35/0,914 | Nikos Polychronopoulos | 2:1/38/29/1,310      |  |  |                  |                  |
|  | Javier Yeste            |                         |                 | 2:1/32/35/0,914 | Nikos Polychronopoulos | 2:1/38/29/1,310      |  |  |                  |                  |
|  | Huub Wilkowski          | 1:2/30/34/0,882         |                 | Dion Nelin      | 1:2/34/29/1,172        |                      |  |  |                  |                  |
|  | Huub Wilkowski          | 1:2/30/34/0,882         |                 |                 | 1:2/34/29/1,172        |                      |  |  |                  |                  |
|  |                         |                         |                 |                 |                        |                      |  |  |                  |                  |

## Abschlusstabelle
| MP    | Match Points (Sieger = 2; Unentschieden = 1; Verlierer = 0) |
| Pkte. | Erzielte Karambolagen                                       |
| Aufn. | Benötigte Versuche                                          |
| GD    | Generaldurchschnitt                                         |
| BED   | Bester Einzeldurchschnitt eines Spielers                    |
| HS    | Höchstserie                                                 |
|       | Bester GD des Turniers                                      |
|       | Bester ED des Turniers                                      |
|       | Beste HS des Turniers                                       |
|       | 1. Platz (Gold)                                             |
|       | 2. Platz (Silber)                                           |
|       | 3. Platz (Bronze)                                           |

| Endklassement              | Endklassement          | Endklassement | Endklassement | Endklassement | Endklassement | Endklassement | Endklassement | Endklassement |
| Platz                      | Name                   | PP            | SP            | Pkte.         | Aufn.         | GD            | BED           | HS            |
| -------------------------- | ---------------------- | ------------- | ------------- | ------------- | ------------- | ------------- | ------------- | ------------- |
| 1                          | Javier Yeste           | 12:0          | 12:3          | 205           | 175           | 1,171         | 1,750         | 10            |
| 2                          | Johan Loncelle         | 10:2          | 11:2          | 175           | 142           | 1,232         | 1,578         | 8             |
| 3                          | Nikos Polychronopoulos | 10:2          | 10:5          | 191           | 220           | 0,868         | 1,310         | 6             |
| 4                          | Dion Nelin             | 6:6           | 9:6           | 200           | 180           | 1,111         | 1,428         | 10            |
| 5                          | Huub Wilkowski         | 4:4           | 5:4           | 112           | 133           | 0,842         | 1,111         | 6             |
| 6                          | Danny Hansen           | 4:4           | 5:4           | 109           | 144           | 0,756         | 1,000         | 6             |
| 7                          | Sven Daske             | 4:4           | 5:5           | 110           | 175           | 0,628         | 0,789         | 5             |
| 8                          | Stéphane Libert        | 4:4           | 4:4           | 96            | 111           | 0,864         | 1,034         | 10            |
| 9                          | Barry van Beers        | 2             | 3:5           | 72            | 116           | 0,620         | 0,909         | 5             |
| 10                         | Guillaume Lorgeoux     | 2             | 3:5           | 101           | 134           | 0,753         | 0,897         | 5             |
| 11                         | Nikos Evangelou        | 2             | 2:4           | 47            | 116           | 0,405         | 0,526         | 3             |
| 12                         | Marc Araujo            | 2             | 2:5           | 73            | 116           | 0,629         | 0,611         | 4             |
| 13                         | Alejo Torres           | 2             | 2:5           | 84            | 114           | 0,736         | 0,791         | 4             |
| 14                         | Zoltan Pabar           | 0             | 1:6           | 57            | 126           | 0,452         | -             | 3             |
| 15                         | Adam Féher             | 0             | 0:6           | 59            | 105           | 0,561         | -             | 5             |
| 16                         | Vincenzo Foggia        | 0             | 0:6           | 42            | 97            | 0,432         | -             | 3             |
| Turnierdurchschnitt: 0,786 |                        |               |               |               |               |               |               |               |